# Caledanapis insolita
Caledanapis insolita är en spindelart som först beskrevs av Lucien Berland 1924.  Caledanapis insolita ingår i släktet Caledanapis och familjen Anapidae.
Artens utbredningsområde är Nya Kaledonien. Inga underarter finns listade.